# Gephyromantis salegy
A Gephyromantis salegy   a kétéltűek (Amphibia) osztályába és  a békák (Anura) rendjébe aranybékafélék (Mantellidae) családjába tartozó faj. 

## Előfordulása
Madagaszkár endemikus faja. A sziget északkeleti részén, az Anjanaharibe-Sud Rezervátumtól a Masoala-félszigetig, 500–1000 m-es tengerszint feletti magasságban honos.

## Nevének eredete
Nevét a Madagaszkár északi részén játszott,  malgas nyelven salegy nevű hagyományos tánc után kapta, melyre ritmikus éneke emlékeztet.

## Megjelenése
Közepes méretű  Gephyromantis faj. A hímek testhossza 46–48 mm, a nőstényeké 45–50 mm. a hímeknek feketés színű páros hanghólyagjuk van. Szemei között bőrdudorok láthatók. Szeme alatt gyakran világos mintázat figyelhető meg.

## Természetvédelmi helyzete
A vörös lista a sebezhető fajok között tartja nyilván. Elterjedési területe kisebb mint 20 000 km², erősen töredezett. Egy védett területen, az Anjanaharibe-Sud Rezervátumban fordul elő, érintetlen esőerdőkben. Élőhelyének területe fokozatosan csökken, minősége romlik a mezőgazdaság, a fakitermelés, a szénégetés, a legeltetés, az inváziv eukaliptuszfajok terjedése és a települések fejlődése következtében.